# Thomas Jordier
Thomas Jordier (Noisy-le-Sec, 12 de agosto de 1994) es un deportista francés que compite en atletismo.
Ganó una medalla de bronce en el Campeonato Europeo de Atletismo de 2022 y una medalla de bronce en el Campeonato Europeo de Atletismo en Pista Cubierta de 2019, ambas en la prueba de 4 × 400 m.

## Palmarés internacional
| Campeonato Europeo                   | Campeonato Europeo    | Campeonato Europeo | Campeonato Europeo |
| Año                                  | Lugar                 | Medalla            | Prueba             |
| ------------------------------------ | --------------------- | ------------------ | ------------------ |
| 2022                                 | Múnich (Alemania)     | Medalla de bronce  | 4 × 400 m          |
| Campeonato Europeo en Pista Cubierta |                       |                    |                    |
| Año                                  | Lugar                 | Medalla            | Prueba             |
| 2019                                 | Glasgow (Reino Unido) | Medalla de bronce  | 4 × 400 m          |